# Kitahara Takahisa
Takahisa Kitahara (sinh ngày 18 tháng 10 năm 1990) là một cầu thủ bóng đá người Nhật Bản.

## Sự nghiệp câu lạc bộ
Takahisa Kitahara đã từng chơi cho SC Sagamihara.